# Programa LWF

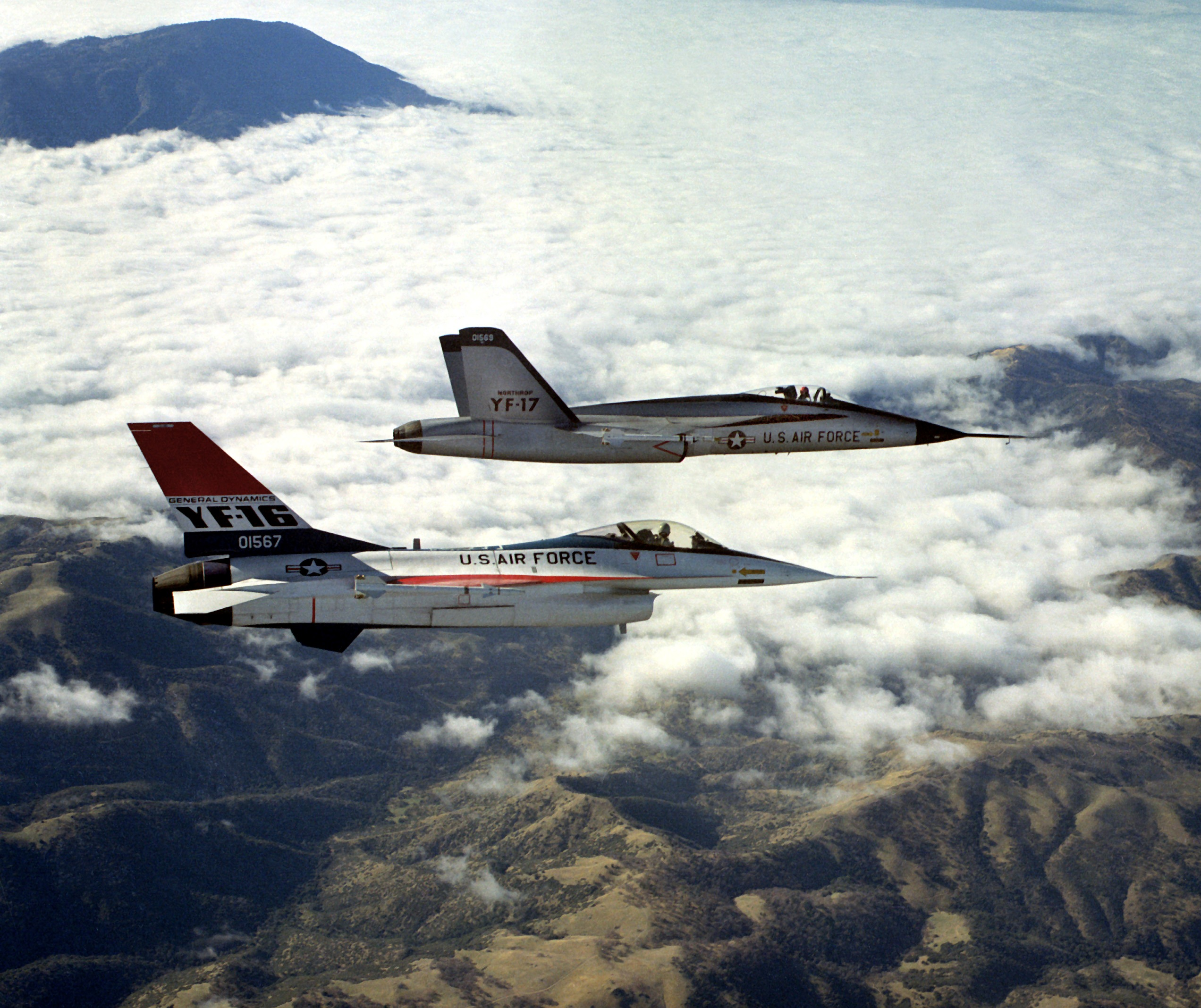
Los prototipos YF-16 y YF-17, volando lado a lado, armados con misiles AIM-9 Sidewinder.

El programa Lightweight Fighter (LWF), que significa "caza ligero" en inglés, fue un programa de evaluación de tecnología de la Fuerza Aérea de los Estados Unidos iniciado en los años 1960 por un grupo de oficiales y analistas de defensa conocido como "fighter mafia". Fue impulsado por el entonces General de División. La Energía-Maniobrabilidad de John Boyd (E-M) es una teoría de la maniobrabilidad que indica que el peso excesivo tendría consecuencias muy negativas en la maniobrabilidad de un avión. El nuevo avión tiene que ser un caza de bajo peso con una alta relación empuje/peso, y un peso bruto menor de 9.072 kilogramos (la mitad de su homólogo, el F-15 Eagle), y una alta maniobrabilidad. esto resultó en el desarrollo del YF-16 y el YF-17; y este será aprobado por el U.S. Navy como el F/A-18. Luego en el programa, en 1974, con la promesa de las ventas europeas, la Fuerza Aérea cambió el nombre del programa a Air Combat Fighter (ACF), y se comprometió a la venta de 650 modelos del YF-16, adoptados como F-16 Fighting Falcon.